# Mason Andrews
Mason Cooke Andrews (19 de abril de 1919, en Norfolk, Virginia-13 de octubre de 2006, en Norfolk, Virginia) fue un político y médico de Estados Unidos, conocido por el primer bebé in vitro de Estados Unidos. Como presidente de la Sociedad Americana de Obstetricia y Ginecología, Andrews también fue miembro del Consejo de la Ciudad de Norfolk durante 26 años y fue alcalde de 1992 a 1994.